# Alejandro Ortiz
Alejandro Domingo Ortiz Lamas fue un médico, profesor universitario y político argentino, intendente municipal de la ciudad de Córdoba entre 1905 y 1907.

## Datos biográficos
Nació en Santa Rosa del Conlara, en 1856. Sus padres fueron Adolfo Ortiz y Estefanía Lamas. Trasladado a la ciudad de Córdoba, en ella desarrolló todos sus estudios, pasando como alumno por el Colegio Nacional de Monserrat primero y por la Universidad Nacional de Córdoba después, donde se graduó de médico.
Actuó como médico del Ejército Argentino, siendo cirujano en la expedición al Río Negro en 1879 y jefe del servicio sanitario en la entonces llamada División del Norte.
En el ámbito académico, fue catedrático de histología en la Universidad Nacional de Córdoba. Se desempeñó como diputado y senador provincial, y elector presidencial en 1904. Al año siguiente asumió como concejal de la ciudad de Córdoba.
Por entonces la política comunal se encontraba en momentos de gran inestabilidad, puesto que en los tres años anteriores habían renunciado tres intendentes. A ello se sumó la dimisión de un cuarto, Ramón Gil Barros, al cabo de unos pocos meses de gobierno, en octubre de 1905. El presidente del Concejo Deliberante, Saturnino Funes, se hizo cargo de la intendencia de forma interina. Ortiz fue elegido para completar el mandato durante los meses restantes hasta el 4 de septiembre de 1906, y fue a su vez reelecto para un nuevo período.
En 1906 concretó un convenio con los acreedores de la Municipalidad, quienes venían reclamando el pago de deudas de más de veinte años de antigüedad. Para ello contó con el apoyo del gobierno provincial de José Vicente de Olmos. En virtud de este acuerdo, la provincia se hizo cargo de las acreencias de mayor data, en tanto que los demandantes renunciaron a parte de los reclamos.
Ordenó la realización de un censo general municipal los días 31 de agosto y 1 de septiembre de 1906, el cual contabilizó 92776 habitantes. Renunció a la intendencia en mayo de 1907.
Entre 1908 y 1912 se desempeñó como diputado nacional por la provincia de Córdoba.